# Vaiatu (Kadrina)
Vaiatu es un pueblo ubicado en el municipio de Kadrina, en el condado de Lääne-Viru, Estonia.

## Superficie
Posee una superficie de 5,656 kilómetros cuadrados.

## Demografía
Hasta 2021 la población era de 44 habitantes, con una densidad de población de 7,779 habitantes por kilómetro cuadrado.